# Yoguinis

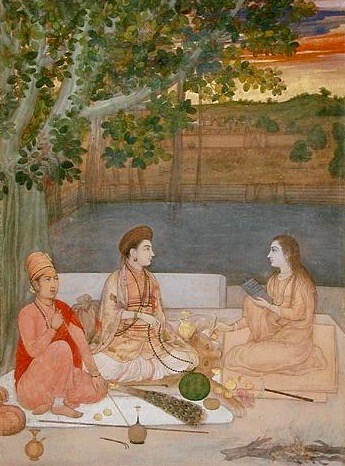
Pintura hindú realizada a finales del, tres mujeres, una ermitaña (mujer sannyasi) con sus dos acompañantes, están sentadas junto al árbol en la terraza del jardín al atardecer.

Yoguini es el término femenino y raíz de la palabra masculina yogi- y del término neutro y plural "yogin".

## Concepto e importancia
Más que una etiqueta de género para todas las cosas yogui, yoguini representa tanto a una maestra practicante de yoga como un término formal de respeto para una categoría de gurús modernas femeninas tanto en hinduismo como en budismo en países del este asiático como India, Nepal y Tíbet.
Además, en la India las Yoguinis son grupos que representan la unión energética de sesenta y cuatro, cuarenta y dos u ochenta y una diosas. Probablemente de ahí deriva el nombre  de Yoguini puesto que Yoga quiere decir Unión. 

## Templos
Los templos de Yoguinis en la India son edificios en piedra austera, redondos o rectangulares sin techo (hypetros), donde tan sólo se exhiben las preciosas esculturas de las diosas. A menudo en el centro del templo hay una imagen de Bhairava (dios protector de la energía femenina). 
Tan sólo sobrevivieron el paso del tiempo y de los invasores tres templos con sus esculturas – Hirapur y Ranipur Jharial en el estado de Orissa y el templo de ochenta y una Yoguini en Bhraraghat (Bedhaghat) en el estado de Madya Pradesh. También se han encontrado otros templos (hoy en día vacíos) en Khajuraho, Mitauli y Dudhai en Madhya Pradesh.  Algunas de sus esculturas se hallan en diversos museos en la India, Europa y Norteamérica.  
Se sabe que el culto a las Yoguinis fue muy importante entre los siglos VIII y XXI, puesto que además de los ya nombrados templos, también se han encontrado grupos de imágenes que probablemente pertenecían a otros templos en las regiones del nordeste y centro de la India.  
Pareciera que los reyes Chandella (conocidos por haber apoyado a los templos de Khajuraho) también construyeron muchos templos dedicados a las Yoguinis.